# نظرية بسي
نظرية بسي (بالإنجليزية: Psi-theory) نظرية طورها ديتريش دورمر في جامعة بامبرغ، هي نظرية نفسية شاملة تغطي تنظيم العمل البشري واختيار النوايا والشعور. تعرض هذه النظرية العقل البشري على أنه كيان لمعالجة المعلومات، تتحكم به مجموعة من الدوافع الفسيولوجية، الاجتماعية والإدراكية. توجَه المعالجة الإدراكية والحسية وتُنظَم بواسطة تلك الدوافع، مما يسمح بتأسيس حكم ذاتي (استقلالية) والسعي لتحقيق الأهداف في بيئة مفتوحة. إلى جانب النظام الشعوري والتحفيزي، تقترح نظرية بسي نموذج عصبي-رمزي للتمثيل، والذي يشفر العلاقات الدلالية في شبكات تفعيلية متتابعة. تؤَسَس هذه التمثيلات في أجهزة استشعار ومحركات، والتي تكتسب بتحري الاستقلالية. 

## المفاهيم الرئيسية
يمكن اختصار مفاهيم نظرية بسي إلى مجموعة من الافتراضات الأساسية. تصف نظرية بسي النظام الإدراكي على أنه هيكل يحتوي على علاقات وتبعيات مصممة للحفاظ على توازن استتبابي في وجه بيئة ديناميكية.

### التمثيل
تقترح نظرية بسي شبكات متتابعة من عقد تمثل الأسلوب العالمي لتمثيل المعرفة التصريحية، والإجرائية والتكتيكية. تشفر هذه العقد تمثيلات محلية وأخرى منتشرة. تُنظم فعالية هذا النظام بواسطة الانتشار المُعدل والتوجيهي لتفعيل هذه الشبكات. توصف الخطط والحوادث والمواقف والأشياء بواسطة شبكات دلالية شكلية تعتمد على عدد ثابت من أنواع روابط غير مُعرّفة، مما يشفر بشكل خاص الترتيب المتقطع/المتسلسل، والتسلسل الهرمي البارتنومي (تحدد النظرية أربعة أنواع من الروابط الاساسية). العُقد الخاصة (والتي تمثل الدوائر العصبية) تتحكم بانتشار تفعيل وتشكيل الروابط الدائمية أو المؤقتة بالإضافة إلى انحلالها.

### الذاكرة
يمكن لعامل بسي أن يمتلك نموذجًا افتراضيًا من العالم (صورة الحالة) في أي وقت. يستنبط هذا إلى أفق توقعات متفرع (يشمل التطورات المتوقعة والخطط النشطة). بالإضافة إلى أن الذاكرة العاملة تحتوي على نموذج افتراضي من العالم، والذي يستخدم لعمل مقارنات خلال الاستدراك وللتخطيط. تتحول صورة الحالة تدريجيًا إلى ذاكرة عرضية (بروتوكول). توفر أجزاء من تلك الذاكرة طويلة الأمد أنماط سلوكية تلقائية ومواد لوضع الخطط (ذاكرة حسية)، وذلك عبر الاضمحلال الانتقائي والتقوية. وصف الاشياء (غالبًا التصريحي منها) هي جزء من الذاكرة طويلة الأمد وهي نتاج عمليات الإدراك الحسي وإمكانيات الفعل. يمكن للمواقف والعوامل في الذاكرة طويلة الأمد أن ترتبط مع الأهمية التحفيزية، والتي هي أداة في التقوية والاسترجاع. إن العمليات على محتوى الذاكرة هي عرضة للتعديل العاطفي.

### الإدراك
الإدراك مبني على فرضيات تصورية، والذي يقود إلى تمييز الاشياء، والمواقف والأحداث. يُفهم الإدراك المبني على الفرضيات (هايبيرسيبت) تسلسل مقلوب للفرضيات (مشتق من البيانات ويعتمد على السياق) متداخل مع التحقق (من الأعلى إلى الأسفل). إن امتلاك أوصاف تخطيطية متتابعة والتكيف التدريجي لها يمكن أن يوصَف على أنه استيعاب وتكيف. الإدراك المبني على الفرضيات هو مبدأ عالمي يمكن تطبيقه على الإدراك البصري، الإدراك السمعي، تفسير المحادثات وحتى تفسير الذاكرة. الإدراك هو عرضة للتعديل العاطفي. 

### الحوافز
توجه فعالية النظام نحو إرضاء مجموعة معينة أساسية غير معرفة من الحوافز أو الحاجات.
ترتبط جميع الأهداف بإرضاء حاجة ما، وإن الأهداف هي أساسية لتحقيق حالة معينة (وهذا يشمل حل المشاكل المجرد، والجماليات والمحافظة على علاقات اجتماعية وسلوك مؤثر).
تعكس هذه الحاجات مطالب النظام: عدم توافق الغاية من المطلب والقيمة الحلية، والذي يؤدي إلى إشارة حاجة معنية والتي هي بتناسب مع الانحراف، ويمكن أن يتولد عنها دافع.
هناك ثلاث فئات من الدوافع: 
1. دوافع فسلجية (مثل الطعام، الماء، الحفاظ على السلامة البدنية)، والتي تُحقق باستهلاك مصادر مناسبة وتزداد بازدياد العمليات الأيضية للنظام، أو الضرر الملحق.
2. دوافع اجتماعية (الانتماء)، الحاجة إلى الانتماء هو متغير فردي ويُنظَم حسب تجارب سابقة. ويجب أن تُشبع هذه الحاجات في فترات منتظمة عبر إشارات شرعية خارجية (يوفرها الآخرون على أنها إشارات قبول و/أو رضا) أو إشارات شرعية داخلية (تخلق بتحقيق الأعراف الاجتماعية). تزداد هذه الدوافع بالإحباط الاجتماعي (إشارات غير شرعية) أو إشارات التوسل (طلب المساعدة من الآخرين والذي يخلق معاناة بسبب إحباط الرغبة بالانتماء، والأمل برضا الاخرين).
3. دوافع معرفية أو إدراكية (الحد من عدم اليقين، والمهارة). المحافظة على تقليل عدم اليقين يتم من خلال الاستكشاف ويحبط عندما لا يتوافق مع التوقعات و/أو يفشل بخلق توقعات. هناك مهارات مختصة بالمهام (يمكن اكتسابها من خلال استكشاف مجال المهمة) ومهارات عامة (تقيس القدرة على تحقيق المطالب بصورة عامة). الدوافع الإدراكية عرضة للمتغيرات الفردية وتحتاج إلى إرضاء مستمر. تنعكس تغيرات المطالب على إشارات المتعة أو إشارات الألم، والتي تستخدم لتعزيز تعلم الربط بين الأهداف والمطالب بالإضافة إلى التسلسلات العرضية والسلوك المؤدي إلى تلك الأهداف.

### التعديل الإدراكي والمشاعر
العمليات الإدراكية تقع تحت معايير تعديلية عالمية، والتي تضبط المصادر الإدراكية للنظام إلى الحالة الداخلية والحالة المحيطية. تتحكم هذه المؤثرات بالقابليات السلوكية (الاستعداد للتصرف عبر التحفيز العام أو الإثارة)، ثباتية التصرفات النشطة/الأهداف المختارة (اختيار حد ما)، معدل التوجيه السلوكي ونطاق التفعيل المنتشر في العمليات الإدراكية وعمقه، استرجاع الذاكرة والتخطيط. تأثير ومدى القيم المنظِمة هي عرضة للفروقات الشخصية.
لا يُفهم الشعور على أنه نظام فرعي مستقل، وحدة نمطية أو مجموعة معايير، بل يُفهم على أنه جانب ذاتي من جوانب الإدراك. الشعور هو خاصية ناشئة من التعديل الإدراكي، العمليات الحسية والسلوكية، لذلك لا يمكن أن يفهم خارج سياق الإدراك. إننا نحتاج إلى نظام إدراكي لعرض المشاعر، ويمكن تكييف هذا النظام للمصادر المعالِجة والقابليات السلوكية.  
في نظرية بسي، تُفسر المشاعر على أنها إطار شكلي للمعدِلات الإدراكية إلى جانب إبعاد المتعة/الألم وتقييم الحوافز الإدراكية. خصائص الشعور الظاهرية هي نتيجة الإدراك المعدل والأداء الإدراكي (يُنتج الإدراك الحسي تمثيلات مختلفة للذاكرة، الذات واعتماد المحيط على التعديل)، وكذلك تجربة تضمين الأحاسيس الجسدية الناتجة عن تأثير معدِلات معينة على فسيولوجية النظام (مثل تغيير الشد العضلي أو الوظائف الهضمية أو ضغط الدم وغيرها). إن امتلاك مشاعر يتطلب قدرات انعكاسية. إن الخضوع لتعديل ما هو أمر ضروري، ولكنه ليس شرطًا كافيًا لتجربته على أنه شعور.

### الحافز
الدوافع هي مزيج من الحوافز والهدف. تُمثل الأهداف بمواقف تدفع الحاجة إلى إرضاء رغبة حالية. يمكن لعدة حوافز أن تكون نشطة في آن واحد، لكن واحد فقط يتم اختياره لتحديد اختيارات سلوك الشخص. إن اختيار دافع مهيمن يعتمد على الاحتمالية المتوقعة لإرضاء حاجة معينة وقوة إشارة تلك الحاجة. (وهذا يعني أن الشخص يمكن أن يرضي حاجة أخرى انتهازيًا إن عُرِض عليه الخيار). 
إن رسوخ الدافع المهيمن أمام الدوافع النشطة الأخرى يُنظم باختيار معيار حدي، والذي يعتمد على ضرورة الحاجة وعلى فروقات شخصية. 

### التعلم
يضم التعلم الإدراكي استيعاب/ تكيف مخططات جديدة أو موجودة من خلال الإدراك الحسي الافتراضي. يعتمد التعلم الإدراكي على تقوية روابط الأفعال والشروط المسبقة (المواقف التي تحمل تلك الأفعال) مع الأهداف المحببة أو المنفرة، والذي يستثار بإشارات المتعة أو الألم. يمكن تعلم الأفكار المجردة عن طريق تقييم وإعادة تنظيم الأوصاف العرضية والتصريحية لتعميم وملء التفاسير المفقودة (وهذا يسهل تنظيم المعرفة على أساس الأطر الحسية والنصوص). تقوى التتابعات السلوكية وتمثيلات الحاجات أو المواقف بالاستخدام. المعرفة التكتيكية (بشكل خاص القدرات الحسية-الحركية) يمكن أن تُكتسب بالتعلم العصبي. تضمحل الروابط غير المستعملة، إذا كانت قوتها أقل من حد معين: إذ لا يمكن للمعرفة ذات الصلة العالية أن تُنسى، بينما تميل الروابط الزائفة إلى الزوال.

### حل المشاكل
الهدف منه هو إيجاد سبيل بين الموقف الحالي والهدف، عن طريق إكمال أو إعادة تنظيم تمثيلات ذهنية (مثل التعرف على العلاقة بين الحالات أو التعرف على خصائص مفقودة في إطار الحالة) أو خدمة هدف استطلاعي. 
يُنظم حل المشاكل في مراحل: إن لم توجد استجابة فورية لمشكلة ما، فإن النظام سيحاول استعادة الروتين السلوكي (التلقائية)، وإن لم ينجح ذلك فإن النظام سيحاول وضع خطة. وإن فشلت الخطة فسيعود النظام للتجربة والاستكشاف (أو سيتحول إلى دافع آخر). يعتمد حل المشاكل على السياق (يُقدم التحضير السياقي بواسطة المحتوى العقلي قبيل تنشيطه ترابطيًا) وهو عرضة للتعديل.
إن استراتيجيات حل المشاكل شحيحة للغاية. إذ يمكن أن تنعكس وأن يعاد تنظيمها على أساس التعلم والخبرة. وإن الكثير من استراتيجيات حل المشاكل المتقدمة لا يمكن أن تعدل بشكل كافي بدون القدرات اللغوية المفترضة.

### اللغة والوعي
تُعرف اللغة على أنها رموز مُنظمة نحويًا، تدل على مفاهيم تصورية، لذا فإن النموذج اللغوي يبدأ مع نموذج تمثيل ذهني. توسع اللغة الإدراك عن طريق تنظيم المفاهيم بشكل فئات وعن طريق المساعدة في الإدراك المتغير (لا يعرف الإدراك على أنه امتداد للغة في نظرية بسي).
يمكن نمذجة فهم الحديث مع مبادئ الإدراك الفرضية واستيعاب/تكييف التمثيلات التخطيطية. يرتبط الوعي بالإدراك الذاتي المجرد من خلال تجارب وبروتوكولات النظام، ودمج ذلك المفهوم مع تجارب حسية، ولذلك لا توجد فجوات توضيحية بين تجارب الوعي ونموذج حاسوبي من الإدراك.

## التقييم
تقييم نظرية بسي على أنها نموذج تجريبي هو أمر صعب، وذلك بسبب تعدد المتغيرات الحرة التي تفترضها. أغلب تنبؤات النظرية واقتراحاتها هي نوعية. بينما تكون البيانات الكمية حول معدل اضمحلال الروابط في الذاكرة العَرضية أو نطاق التفعيل المنتشر خلال استرجاع الذاكرة وعمقه، ونادرًا ما تدعم الأدلة التجريبية هكذا بيانات. وذلك لأنها تمثل حلول خاصة بالمتطلبات الهندسية التي تنجم عن تصميم كيان لحل المشاكل والتعلم.
الاستثناء الجزئي لهذه القاعدة هو النموذج الشعوري، والذي اختُبر بمجموعة من تجارب المحاكاة الحاسوبية. وبما أنه يحتوي على الكثير من المتغيرات الحرة والتي تحدد تعديل المعايير والاستجابة للضغوط المحفزة، فإنه يمكن أن تلائِم الاشخاص الذين يخضعون لتجارب سلوكية وبالتالي سيظهرون أداءً مشابهًا في تجارب مختلفة مثل أنواع الشخصيات. يمكن ملائمة مجموعة الضوابط إلى بيئة ما عبر محاكاة تطورية؛ إذ أن الضوابط الحرة للنماذج الشعورية والتحفيزية تسمح بنشوء فروقات شخصية. 
يمكن أن تُفسر نظرية بسي على أنها تخصيص لهيكلية إدراكية.

## هيكلية مايكروبسي
مايكروبسي هي هيكلية إدراكية بناها جوسا باخ في جامعة همبولت في برلين ومعهد العلم الإدراكي في جامعة أوسانبراك. تمدد مايكروبسي تمثيلات نظرية بسي لتشمل التصنيفات، الميراث والتعريف اللغوي. تسمح شبكات المايكروبسي بالتعلم العصبي، التخطيط والاسترداد الترابطي. استُخدم الجيل الأول من مايكروبسي (2003-2009) في لغة جافا، ويشمل بيئة عمل للتعديل ومحاكاة عوامل برمجية باستخدام شبكات التفعيل المنتشرة وكمحركات رسم للمؤثرات البصرية. وكذلك استخدم المايكروبسي كهيكلية تحكم بالروبوتات. مايكروبسي 2 هو تطبيق جديد للمايكروبسي، كُتب بلغة بايثون البرمجية، ويُستخدم حاليًا كأداة لإدارة المعلومات.

## أوبن كوغ
تشمل الهيكلة الإدراكية أوبن كوغ على تطبيق بسيط لنظرية بسي، يسمى أوبن بسي. وهي تشمل واجهات تعود لهانسون روبوتكس لعمل نماذج من المشاعر في الروبوتات.